# Freges Theorem
Freges Theorem ist eine der Grundlagen des Neo-Logizismus.
Gottlob Frege bewies 1884 in Die Grundlagen der Arithmetik informal, dass Peano-Axiome der Arithmetik aus Humes Prinzip mittels einer Logik zweiter Stufe abgeleitet werden können. Ein formaler Beweis folgte in Grundgesetze der Arithmetik.
Crispin Wright entdeckte das Theorem in den 1980er Jahren wieder und begründete damit den Neo-Logizismus.